# 프랑수아 마장디

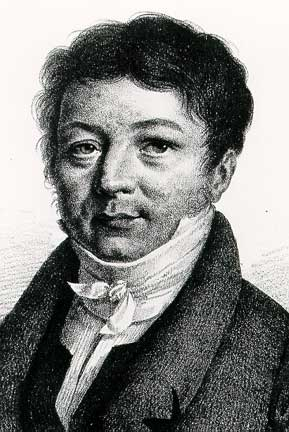
프랑수아 마장디

프랑수아 마장디(François Magendie, 1783년 10월 6일 ~ 1855년 10월 7일)는 프랑스의 생리학자이다.
동물 실험을 통해 생리 현상이나 약물을 발견하여 생리학과 의학에 이바지했다. 임상 문제와 기초 의학(특히 생리학과 약리학)의 문제를 밝혔다. 특히 척수신경 중 척수전근은 운동에 관여하고 척수후근은 감각에 관여한다는 벨-마장디의 법칙과 장의 음식물 흡수 경로에 대한 연구로 유명하다. 근대적인 실험생리학과 실험의학의 선구자 중 한 사람이다.